# Hochstein - Karlsleite
Koordinaten: 50° 52′ 13″ N, 13° 56′ 17″ O
Das Naturschutzgebiet Hochstein - Karlsleite liegt im Landkreis Sächsische Schweiz-Osterzgebirge in Sachsen. Das Gebiet mit dem 424 Meter hohen Hochstein erstreckt sich südwestlich von Berggießhübel, einem Ortsteil der Stadt Bad Gottleuba-Berggießhübel. Nördlich des Gebietes verläuft die Kreisstraße K 8755, östlich verläuft die S 174 und fließt die Gottleuba, ein linker Nebenfluss der Elbe.

## Bedeutung
Das rund 21,5 ha große Gebiet mit der NSG-Nr. D 69 wurde im Jahr 1985 unter Naturschutz gestellt.